# Metoděj Jahn
Metoděj Jahn (14. října 1865 Valašské Meziříčí – 14. září 1942 Hranice) byl moravský učitel, prozaik a básník.

## Život
V některých zdrojích se uvádí chybné datum narození 15. října a místo narození (Krásno nad Bečvou). Narodil se v rodině čepičáře/kožešníka Vendelina Jahna (1840–1890) a Josefy Jahnové-Schulzové (1842–1900). Měl sestru Antonii (1868). 3. 11. 1891 se oženil s Žofií Libosvárskou (1873), se kterou měli sedm dětí, v Zašové pět: Vladimíra (1892–1980) novináře, Miladu (1894) učitelku, Žofii (1895–1898), Olgu (1896–1916) a Marii (1898–1915) a v Komárovicích další dvě: Jaroslava (1901) a Drahomíru (1909–1911).
Otec byl od 70. let nájemcem hospody, nejdříve v Krásně a později ve Valašském Meziříčí. Zde také Metoděj navštěvoval obecnou školu a pak i gymnázium, na kterém maturoval v roce 1886. O rok později složil jako externista zkoušky na Učitelském ústavu v Brně a začal učit v Zašové. V letech 1901–1919 působil v Komárovicích. R. 1919 se stal ředitelem školy v Rožnově pod Radhoštěm a byl jmenován členem České akademie věd a umění. Roku 1920 vystoupil z církve římskokatolické. Do výslužby odešel r. 1925.
Jako básník debutoval Metoděj v almanachu moravských realistických spisovatelů Zora pod pseudonymem M. Hanuš již v roce 1883 a inspirací k veršům mu byly rodné Beskydy.
První povídku Přes práh dětství mu v Lumíru otiskl Josef Václav Sládek. Ve své próze podává Jahn obraz neidylického života valašské vesnice, který často kontrastuje s krásou vykreslené přírody. V pozdější tvorbě Jahn zmírňuje svůj kritický tón a soustřeďuje se především na mravní rovnováhu svých hrdinů. Jeho prózy vycházely ve Světozoru, Květech, Zlaté Praze, Máji, Moravskoslezském deníku, Nivě aj.
Ve své básnické tvorbě byl inspirován lumírovskou tvorbou. Ve svých povídkách se vyznačuje realistickou kresbou skutečnosti a byl ovlivněn naturalismem.
V Rožnově p. R., kde žil až do konce života, rozvíjel osvětovou činnost, od roku 1912 byl členem Moravského kola spisovatelů (MKS). Jeho dílo uzavřely vzpomínky na život komárovických dětí i na vlastní dětství v knize Jarní píseň, za kterou dostal národní cenu. Je pohřben a má pomník od Ambrože Špetíka na Valašském Slavíně ve Valašském muzeu v přírodě v Rožnově p. R. V Komárovicích a Rožnově p. R. má pamětní desku.

## Dílo

### Básně
- Polní růže – básnická sbírka intimní lyriky, Praha: Fond Julia Zeyera, 1909
- Lukáš Ruman: Valašská idyla – Brno: MKS, 1924
- Bezkydy: horská lyrika – obdiv k regionu, světlé i stinné stránky života na horách, Místek: edice Bezkyd, 1929
- Valašské museum v přírodě v Rožnově pod Radhoštěm: báseň – s článkem Bohumíra Jaroňka; dvěma dřevoryty vyzdobil Jožka Baruch. Valašské Meziříčí: Antonín Rudolf, 1930
- Písně rodného kraje: básnické dílo – s doslovem B. Slavíka. Olomouc: Romuald Promberger, 1946

### Próza
- Přes práh dětství: povídka – Praha: Lumír, 1890
- Z temných a světlých cest: povídky a náčrtky – Praha: František Šimáček, 1894
- Nevzešlo ráno: povídky – Praha: Jan Otto, 1898
- Zapadlé úhory: povídky – Praha: J. Otto, 1900 [5]
- Údolím života: povídky – Praha: J. Otto, 1902
- Kruhy na vodách: povídky – Praha: Máj, 1904
- Tiché světy: povídky – Praha: J. Otto, 1906
- Duhová vidma: román – Praha: J. Otto, 1907
- Večerní stíny: povídky – Olomouc: R. Promberger, 1908
- Stopy v rosách: 2 povídky – Praha: J. Otto, 1908
- Kosatce: povídky – Moravská Ostrava: Moravsko-Slezská revue, 1909
- Selský práh: povídky – Olomouc: R. Promberger, 1913 [6]
- Rozmarné chvíle: humoresky – Olomouc: R. Promberger, 1914
- Ráj a jiné povídky – Olomouc: R. Promberger, 1914
- Horské prameny: povídky – Praha: Unie, 1918 [7]
- Horští lidé – Brno: MKS, 1927
- Písně smutku a radosti – dřevoryty vyzdobil Vladimír Šindler. Olomouc; vytiskl Wallbaumem knihtiskař Josef Špaček v Olomouci. Hranice: Josef Hladký, 1928
- Selský král: román, Brno: Družstvo MKS, 1929
- Rozběhlé pěšiny: sbírka povídek – Olomouc: R. Promberger, 1937
- Tichá dolina: sbírka povídek – Olomouc: R. Promberger, 1937
- Tvrdý život: sbírka povídek – Olomouc: R. Promberger, 1938
- Jarní píseň: chlapecké vzpomínky – úvod napsal Rajmund Habřina. Brno: MKS, 1940 [8]
- Horská srdce: povídky – ilustraci a obálku navrhl akademický malíř Alois Moravec. Moravská Ostrava; Praha: Josef Lukasík, 1941
- Slunečná paseka – román, obraz harmonického pohledu na svět a na život. Olomouc: R. Promberger, 1947 [9]
- Vzpomínky na Valašské Meziříčí – Valašské Meziříčí: s. n., 1975

### Jiné
- Dvě písničky [hudebnina]: [s průvodem klavíru] – na slova M. Jahna složil Jindřich Nachtmann. Praha: M. Urbánek, před 1932
- Starý nápěv: sólový zpěv s průvodem piana: opus 8 – na slova M. Jahna složil Tomáš Tomášek. Brno: v. n., 1937
- Křemenáči: obraz ze života Valachů o třech jednáních – Praha: František Švejda, 1937
- Gospodine, pomiluj ny! [hudebnina] – Václav Dobiáš. Valašsko – Jaroslav Kříčka; text M. Jahn. 1945
- Můj kraji rodný [hudebnina]: čtyři kantáty s doprovodem symfonického orchestru (klavíru) a dva smíšené sbory s doprovodem klavíru – Vlasta Křen; obálky navrhl a kreslil Bohumil Lanz. České Budějovice: Odbor kultury ONV, 1986

### Externí odkazy

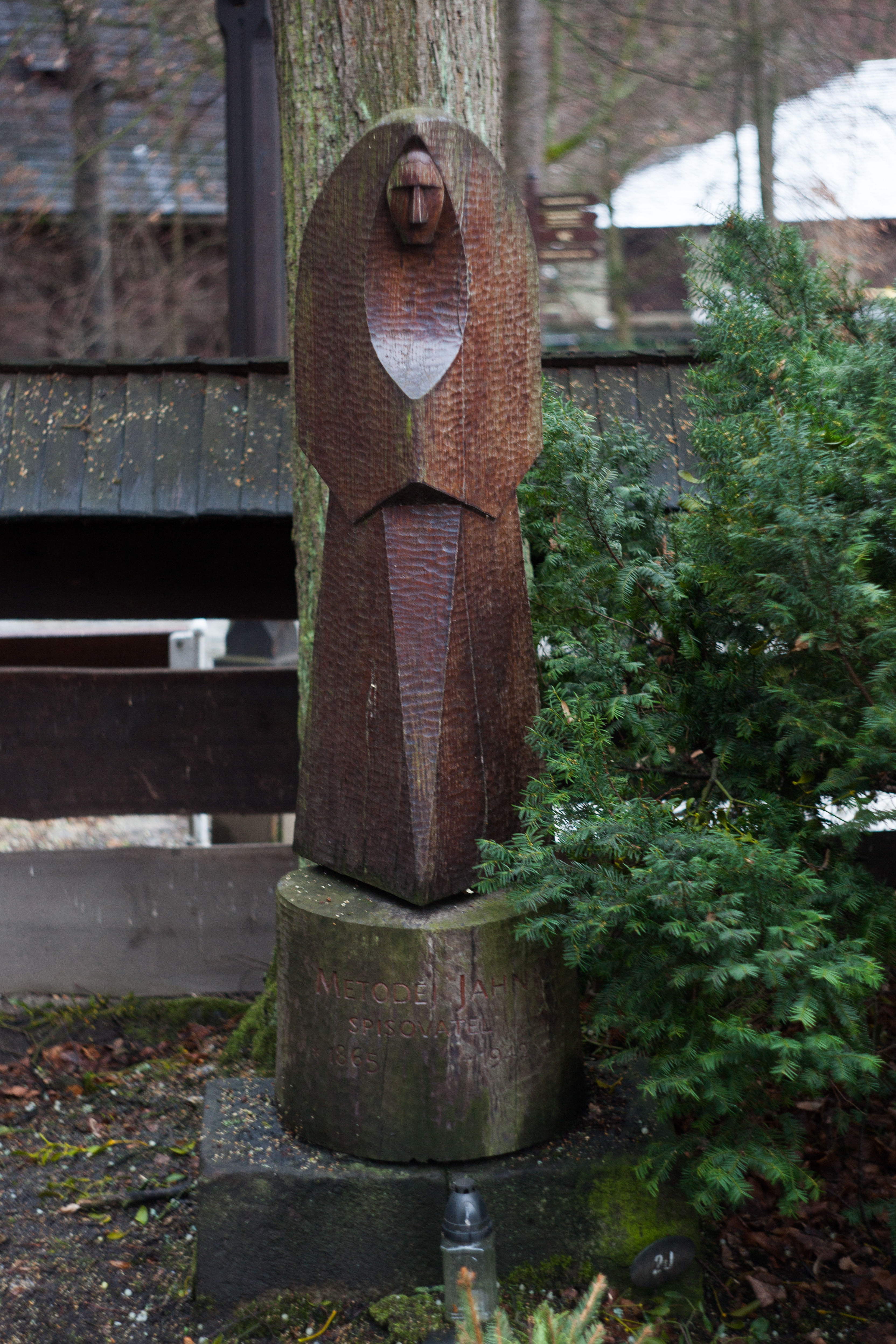
Hrob Metoděje Jahna na Valašském Slavíně